# Terdal
Terdal (en canarés: ತೇರದಾಳ ) es una ciudad de la India en el distrito de Bagalkot, estado de Karnataka.

## Geografía
Se encuentra a una altitud de 551 m s. n. m. a 571 km de la capital estatal, Bangalore, en la zona horaria UTC +5:30.

## Demografía
Según estimación 2012 contaba con una población de 32 215 habitantes.